# Paul Martin (évêque)
Pour les articles homonymes, voir Paul Martin (homonymie).
Paul Martin S.M., né le 5 mai 1967 à Hastings en Nouvelle-Zélande, est un prélat néo-zélandais qui est archevêque de Wellington depuis le 5 mai 2023.

## Biographie
Paul Martin est l'un des cinq enfants de la famille de Ronald et Carmel Martin. Il étudie à la St. Joseph Primary School d'Hastings, puis au St. John's College d'Hastings, tenu par les Pères maristes. Il entre chez les maristes en février 1985, et s'occupe de communautés maories en 1991, tout en se formant chez les maristes de Wellington, de Palmerston North et de Napier, puis il étudie la théologie à la Victoria University de Wellington. En 1993, il complète sa formation théologique à Rome à l'Angelicum. 
Il est ordonné prêtre le 4 septembre 1993. Il enseigne à son retour l'anglais et la religion dans différents établissements de Nouvelle-Zélande, comme au St. Patrick's College de Wellington. Il est vice-recteur chargé de la pastorale au St. Bede's College de Christchurch entre 1995 et 2008, puis recteur du St. Patrick's College de Wellington entre 2008 et 2014. Entre 2014 et 2016, le R.P. Martin est l'assistant du provincial des maristes de Nouvelle-Zélande, puis chargé des finances de la Société de Marie de Nouvelle-Zélande, avant d'être nommé à Rome où il est chargé des finances de l'ensemble de la Société de Marie.
Le 5 décembre 2017, le pape François le nomme évêque de Christchurch, siège vacant depuis la mort de  Barry Jones, le 13 février 2016, et administré par le P. Rick Loughnan. Paul Martin est consacré évêque le 3 mars 2018 au Boy's High School Auditorium de Christchurch par le cardinal Dew, archevêque de Wellington, devant une assistance de 1 400 fidèles.
Le 1er janvier 2021, il est nommé archevêque coadjuteur de Wellington. Le 5 mai 2023, il succède à John Atcherley Dew comme archevêque de Wellington puis le 27 mai 2023 comme ordinaire militaire de la Nouvelle-Zélande.